# Parasemia insularum
Parasemia insularum är en fjärilsart som beskrevs av Adalbert Seitz 1910. Parasemia insularum ingår i släktet Parasemia och familjen björnspinnare. Inga underarter finns listade i Catalogue of Life.